# Prácrito magadhi
El prácrito magadhi (Māgadhī) es una lengua prácrita literaria. lenguas escritas de la antigua India tras la decadencia del pali y el sánscrito. Era una lengua vernácula indo-aria media, que reemplazaba al sánscrito védico anterior.

## Historia y descripción general
El prácrito magadhi se hablaba en el subcontinente indio oriental, en una región que abarca lo que hoy es el este de India, Bangladesh y Nepal. Asociado con el antiguo Magadha, se hablaba en los actuales Assam, Bengala, Bihar, Jharkhand, Odisha y el este de Uttar Pradesh bajo varios dialectos apabhramsha, y se usaba en algunos dramas para representar el diálogo vernáculo en Dramas prácritos. Se cree que es el idioma hablado por las importantes figuras religiosas Gautama Buda y Mahavira y también fue el idioma de las cortes de Magadha, mahajanapada y el Imperio Maurya; En él se redactaron algunos de los Edictos de Ashoka.
Magadhi evolucionó más tarde a las lenguas indoarias orientales:
- bengalí-asamés
- Bihari
- hálbico
- Oriya